# Râul Găvan, Jgheab
Râul Găvan este un curs de apă, afluent al râului Jgheab. 

## Hărți
- Harta Județului Buzău